# رودولف هیکل
رودولف هیکل (عربی: رودولف هیکل؛ زادهٔ ۱۹۶۹) ژنرال نیروهای مسلح لبنان است، که از ۱۳ مارس ۲۰۲۵ به‌عنوان پانزدهمین فرمانده نیروهای مسلح لبنان فعالیت می‌کند.
هیکل فعالیت نظامی را از سال ۱۹۹۰ در ارتش لبنان آغاز کرد، از ۲۰۱۸ تا ۲۰۱۹ رئیس ستاد تیپ ۳ پیاده بود، در فاصله سال‌های ۲۰۱۹ تا ۲۰۲۳ فرماندهی تیپ ۱ پیاده را برعهده داشت، از ۲۰۲۳ تا ۲۰۲۴ به‌عنوان فرمانده بخش جنوبی لیتانی فعالیت می‌کرد و از ۲۰۲۴ تا ۲۰۲۵ معاون عملیات نیروهای مسلح لبنان بود.
او پیش از این به عنوان یکی از برجسته‌ترین رهبران نظامی لبنان شناخته می‌شد. نام او در اوایل ماه مارس به عنوان یکی از نامزدهای اصلی برای سمت فرماندهی ارتش لبنان پس از انتخاب ژنرال جوزف عون به ریاست‌جمهوری لبنان در ۹ ژانویه ۲۰۲۵ مطرح شد. هیکل به دلیل سابقه نظامی برجسته و تجربه گسترده خود در رهبری عملیات نظامی، از حمایت داخلی و بین‌المللی بالایی برخوردار بوده است.